# Ourapteryx claretta
Ourapteryx claretta là một loài bướm đêm thuộc họ Geometridae. Nó được tìm thấy ở Sundaland.